# Parafia Najświętszej Maryi Panny Matki Kościoła w Poznaniu
Parafia pw. Najświętszej Maryi Panny Matki Kościoła w Poznaniu – parafia rzymskokatolicka znajdująca się w archidiecezji poznańskiej w dekanacie Poznań-Łazarz. Erygowana w 1984. Prowadzona przez księży filipinów. Mieści się przy ulicy ks. Kazimierza Waseli 3.

Parafia ma 4920 wiernych.
Funkcję proboszcza pełni ks. Sławomir Ratajczak COr.